# Pascal De Wilde
Pour les articles homonymes, voir De Wilde.
Pascal De Wilde, né le 1er mai 1965 à Bruges, est un footballeur international belge, qui évoluait comme attaquant de pointe ou milieu offensif. Son père est un joueur de football, ayant notamment évolué à La Gantoise, Albert Mayama. Il faisait partie de l'équipe du FC Malines victorieuse de la Coupe des vainqueurs de coupe 1988. Sa carrière est interrompue au début des années 90 à la suite d'un accident de la route qui lui vaudra huit mois de prison de ferme. Il tente de se relancer ensuite, mais il se blesse d'abord grièvement, et finit par arrêter le football en 1997.

## Carrière
Pascal De Wilde commence sa carrière professionnelle  en 1984 au FC Bruges, son club formateur. L'entraîneur Henk Houwaart ne le fait pas beaucoup jouer et, dégoûté du football professionnel, il va jouer à Harelbeke, alors en troisième division. Il remporte le titre en 1986, inscrivant 14 buts pour son équipe. Il en inscrit 11 autres la saison suivante en Division 2, ce qui lui permet de partir au FC Malines en 1987. 
Pascal De Wilde devient rapidement titulaire dans l'équipe malinoise, et participe à la campagne en Coupe des vainqueurs de coupe 1988, qui verra la victoire finale du club belge. Il ajoute un nouveau trophée à son palmarès quelques mois plus tard en remportant la Supercoupe de l'UEFA 1988 face au PSV Eindhoven. Il inscrit notamment le deuxième but du match aller. La saison suivante, il remporte le titre de champion de Belgique 1989, dernier trophée en date dans l'Histoire du FC Malines.
Malheureusement, sa carrière est brusquement stoppée lorsque dans la nuit 20 au 21 octobre 1990, il est responsable d'un grave accident de la circulation à hauteur de Torhout, en tentant une manœuvre de dépassement illégale. L'accident coûte la vie à deux personnes, et une troisième est grièvement blessée. Le 25 octobre 1991, Pascal De Wilde est condamné à deux ans de prison ferme. Il sort de prison après huit mois grâce à une libération conditionnelle, mais se retrouve sans emploi. En 1992, il se relance à Valenciennes, alors en D1. L'aventure tourne court pour lui, il se déchire les ligaments croisés du genou, et le club est relégué. Son contrat n'étant pas prolongé, il rentre alors en Belgique terminer sa carrière à Harelbeke. Le club remporte le Tour final de D2 1995, ce qui lui permet de rejoindre l'élite du football belge pour la première fois de son histoire ! Pascal De Wilde joue une dernière saison en première division, et en 1996, il stoppe le football professionnel. Après une dernière saison à Hoogstraten, en Division 3, il range définitivement ses crampons.
En 2003, De Wilde est nommé entraîneur du KV Bonheiden, un club évoluant dans les séries provinciales anversoises. Il reste cinq saisons à son poste, et quitte le monde du football en 2008.